# Jean-Louis de Rambures
Jean-Louis de Rambures (n. 19 mai 1930 la Paris — d. 20 mai 2006 la Vaudricourt/Somme) a fost jurnalist, scriitor, traducător și atașat cultural francez. Numele lui complet este: Jean-Louis Vicomte de Bretizel Rambures.

## Viața
Părinții săi au fost Lucille Calogera, o braziliancă, și soțul acesteia, contele picard Bernard de Bretizel Rambures. Pe lângă faptul că a învățat limbile vorbite de părinți, adică portugheza și franceza, de timpuriu a ajuns în contact cu limba și literatura germană, din care va traduce cu succes mai târziu. După anii de școală petrecuți în Toulouse și Paris a urmat Universitățile din Paris și Tubingen, terminându-și studiile cu o „Diplom de 1'Institut d'Etude Politiques de Paris", o „Licence on droit" precum și o „Licence d'allemand". în anul 1958 a început să lucreze pentru revista lunară „Realites", pentru care a redactat mai multe portrete unor artiști, ca de ex. Herbert von Karajan, Karlheinz Stockhausen, Luchino Visconti ș.a. începând cu anul 1958 a început să scrie pentru revista de artă Connaissances des Arts, pentru L'Express și cotidianul Le Monde, care-i va tipări timp de peste 25 de ani articolele. Este de menționat interesul lui deosebit pentru modul de lucru al autorilor și geneza literaturii. De aceea a intrat în contact cu nenumărați scriitori contemporani lui, iar o serie de autori diferiți cum ar fi Roland Barthes, Julien Gracq, Jean-Marie Gustave Le Clezio, Helene Cixous, Herta Miiller, Ernst Jiinger, Thomas Bernhard, Gtinter Grass și Heinrich Boli și mulți alții i-au răspuns și l-au primit pentru discuții. Din aceste demersuri a rezultat principala sa operă "Comment travaillent Ies ecrivains" ("Cum lucrează scriitorii", Flammarion, Paris 1978), care redă discuțiile purtate cu două zeci și cinci de autori. A fost tradusă în japoneză și a apărut în 1979 la Tokyo (Chuokoron-sha, Inc. Tokyo). Începând cu anii șaptezeci, de Rambures a îndeplinit și funcția de atașat cultural al țării sale în Bonn, iar din anul 1975 în departamentul pentru cultură a ministerului de externe francez. Intre 1987 și 1995 a activat ca director la Institut franșais, la început în Saarbriicken, după aceea în Frankfurt pe Main. Și-a făcut un nume și ca traducător, mai ales Paul Nizon abia prin el a devenit cunoscut publicului francez.

## Distincții
Jean-Louis de Rambures a fost distins ca Chevalier des Arts et des Lettres și a primit Ordinul de Merit Prima Clasă al Republicii Federale Germane.

## Opere
"Comment travaillent Ies ecrivains" ("Cum lucrează scriitorii", Flammarion, Paris 1978)